# Solcitani
I Solcitani o Sulcitani furono un'antica tribù della Sardegna descritta da Tolomeo (III, 3). Abitarono nell'estremo meridionale dell'isola, subito a sud dei Neapolitani e dei Valentini. La loro capitale fu Sulki, adiacente alla moderna Sant'Antioco.